# Damla
Damla (türkisch „Tropfen“) ist ein türkischer weiblicher Vorname.

## Namensträgerinnen

### Vorname
- Damla Aslanalp (* 1990), türkische Schauspielerin
- Damla Çelik (* 1997), türkische Leichtathletin
- Damla Colbay (* 1993), türkische Schauspielerin
- Isabella Damla Güvenilir (* 2009), türkische Schauspielerin
- Damla Hekimoğlu (* 1988), deutsche Journalistin
- Biran Damla Yılmaz (* 1997), türkische Schauspielerin und Model